# Video Assistant Referee

Il simbolo del VAR che appare sugli schermi quando il sistema viene utilizzato

Nel calcio, il VAR è uno strumento usato dai giudici di gara per esaminare situazioni dubbie. I due ufficiali di gara che collaborano con l'arbitro in campo vengono chiamati VAR (acronimo dell'inglese Video Assistant Referee, che significa «arbitro di assistenza video» o «arbitro di videoassistenza»: un arbitro effettivo, in attività o ritiratosi) e AVAR (dall'inglese Assistant Video Assistant Referee: assistente del VAR). Questi esaminano le situazioni dubbie della partita tramite l'ausilio di filmati. Il metodo di arbitraggio che utilizza tale tecnologia viene comunemente chiamato VAR.

## Descrizione
Il VAR deve essere usato esclusivamente in quattro casi, definiti determinanti per lo sviluppo della partita e del risultato:
- assegnazione di un gol;
- assegnazione di un calcio di rigore;
- espulsione diretta (non quella per somma di ammonizioni);
- errore di identità (scambio del calciatore da ammonire o espellere con un altro).[2]

Gli arbitri addetti al sistema VAR sono il VAR e l'AVAR che sono in costante comunicazione via radio con l'arbitro in campo.
Il funzionamento di tale procedura è formato da tre diverse fasi: 
1. il VAR e l'AVAR informano l’arbitro riguardo a una decisione da rivedere;
2. il VAR e l'AVAR rivedono le immagini video, spiegando all'arbitro cosa è successo;
3. l’arbitro, per decidere, potrà rivedere il video a bordo campo.

La decisione finale spetta all'arbitro.
L'aiuto del sistema VAR non può essere richiesto dalle panchine delle due squadre in campo, ma soltanto dallo stesso arbitro o dagli assistenti.
L'International Football Association Board, l'organizzazione che prende decisioni riguardanti le regole del gioco, ha approvato l'utilizzo del VAR il 6 marzo 2016.
Il sistema VAR è stato utilizzato per la prima volta nell'agosto del 2016, durante la partita di USL Pro New York Red Bulls II-Orlando City B. L'arbitro dell'incontro, lo statunitense Ismail Elfath, in due differenti episodi, decise di consultare il VAR, Allen Chapman, prima di infliggere un'espulsione e un'ammonizione. Il 1º settembre successivo, il VAR è stato utilizzato durante l'amichevole internazionale tra Francia e Italia.
È stato introdotto durante la Coppa del mondo per club FIFA 2016, permettendo agli arbitri, grazie a un monitor situato a bordo campo, di rivedere alcuni filmati degli incontri sui quali vi erano dei dubbi da parte del giudice di gara.
Durante un'altra amichevole internazionale, quella tra Francia e Spagna del 28 marzo 2017, è stato possibile annullare un gol in fuorigioco, precedentemente convalidato ai transalpini, e assegnare un calcio di rigore agli iberici.
Il 26 aprile seguente, durante la 67ª assemblea generale della CONMEBOL, il presidente della FIFA Gianni Infantino ha ufficializzato l'uso del sistema VAR durante il campionato del mondo 2018, dichiarando che: "In questo modo non solo aiuteremo il direttore di gara, ma renderemo un po’ di giustizia anche al pubblico".
In vista del confermato utilizzo ai Mondiali 2018, il sistema è stato ulteriormente sperimentato e perfezionato nel 2017 in due tornei FIFA: il Campionato mondiale di calcio Under-20 2017 e la FIFA Confederations Cup 2017.
In ambito italiano, la prima applicazione in assoluto della tecnologia online ha avuto luogo nelle fasi finali del Campionato Primavera 2016-2017 dove, a partire dai quarti di finale, sono state designate terne C.A.N. A con annessi addetti al sistema VAR.
In Italia, durante le partite di calcio che prevedono l'utilizzo del VAR l'arbitro addetto al VAR e il suo assistente prendono posto nella VAR Room a Lissone, in provincia di Monza e della Brianza, dove sono presenti 12 sale VAR più una stanza per il supervisore VAR.
Il sistema è entrato in vigore nel campionato di Serie A 2017-18, dove è stato usato per la prima volta nell'assegnazione di un rigore alla prima giornata, nella partita Juventus-Cagliari al 37' del primo tempo a favore del Cagliari. In questo caso l'arbitro era Fabio Maresca e l'addetto VAR Paolo Valeri.
Durante la partita di Serie A Bologna-Juventus (30 aprile 2023, 32ª giornata di Serie A) per la prima volta l'arbitro, in questo caso Simone Sozza, deve assegnare un calcio di rigore direttamente dalla sala VAR: il monitor a bordo campo non funzionava quindi Sozza ha ascoltato la decisione dell'arbitro VAR, Paolo Silvio Mazzoleni, e ha concesso il rigore in favore del Bologna.
Nella stessa partita, sempre per il mancato funzionamento del monitor a bordo campo, Sozza ha concesso un rigore alla Juventus invece di una punizione (quanto comunicato precedentemente da Sozza) fidandosi solamente delle indicazioni di Mazzoleni.
Il sistema viene successivamente esteso anche al campionato di Serie B: nelle stagioni 2018-2019, 2019-2020 e 2020-2021 viene utilizzato solo per play off e play out, mentre a partire dal campionato 2021-2022 è prevista la sua effettività anche nell'arco della stagione regolare.
Il sistema inoltre è stato applicato per la prima volta, in maniera sperimentale, anche nel calcio a 5 presso un Centro Sportivo di Lido di Camaiore (LU) nel mese di dicembre 2017.
Durante la finale della Coppa del mondo per club FIFA 2016, la prima apparizione del VAR in una competizione internazionale per club, l'allenatore del Real Madrid, Zinédine Zidane, ha definito il sistema una "fonte di confusione" e anche Luka Modrić ha espresso delle opinioni negative riguardo a tale sistema.
Vi sono molte opinioni positive, come quella del presidente dell'Udinese Giampaolo Pozzo che, nel corso di un'intervista televisiva, ha dichiarato: "Sono contento perché si sono viste delle cose che senza il Var non si sarebbero verificate".
Aldo Biscardi, giornalista e conduttore sportivo, è stato da sempre sostenitore del VAR e ha dichiarato al riguardo in una delle sue ultime interviste: «Da anni mi batto per la moviola in campo e finalmente il calcio ha capito verso quale direzione bisognava andare».

## Competizioni che utilizzano il VAR

### Competizioni per club

#### Campionati nazionali
- Primera División (Argentina)
- Saudi Professional League
- A-League[18]
- Pro League
- Primera División[19]
- Brasileirão
- Brasileirão B[20]
- Brasileirão C (seconda fase)[21]
- Părva profesionalna futbolna liga (solo alcuni stadi)
- Primera División[22]
- Chinese Super League
- Liga Dimayor
- K League 1
- K League 2

- Prva HNL
- Superligaen
- Prima Divisione egiziana
- UAE Arabian Gulf League
- Ligue 1
- Bundesliga
- 2. Bundesliga
- Super League 1
- Premier League
- EFL Championship (solo finale play-off)
- Ligat ha'Al

- Serie A
- Serie B
- Serie C (solo playoff e playout)[23]
- Raiffeisen Superliga[24]
- Botola 1 Pro
- Liga MX
- Eredivisie
- División Profesional
- Liga 1 (solo finali)
- Ekstraklasa
- Primeira Liga
- Qatar Stars League

- 1. liga
- Liga I[25]
- Russian Premier League
- La Liga
- Segunda División
- Major League Soccer
- Swiss Super League
- Thai League 1
- Süper Lig
- Prem"jer-liha
- Perša Liha
- Nemzeti Bajnokság I[26]
- Primera División Profesional de Uruguay
- V League 1 (solo finali)

#### Coppe nazionali
- Coppa del Brasile (dagli ottavi di finale)[27]
- Coupe de France (dagli ottavi di finale)
- Trophée des Champions
- DFB Pokal (dagli ottavi di finale)[28]
- DFL-Supercup
- FA Cup (dal Terzo turno in poi, ma solo negli stadi di Premier League)[29][30]
- English Football League Cup (Semifinali e finale)[31]
- FA Community Shield[32]
- Coppa dell'Imperatore (solo finale)
- Kypello Ellados (dagli ottavi)
- Coppa Italia (tutti i turni eccetto il preliminare)[33]
- Supercoppa italiana[34]
- Coppa Italia Serie C (solo finale)[35]
- Coupe du Trône (dalle semifinali)
- Copa del Rey (dagli ottavi di finale)[36]
- Supercopa de España
- Coppa d'Ucraina

#### Competizioni continentali
UEFA
- UEFA Champions League[37]
- UEFA Europa League (dal terzo turno di qualificazione)[37]
- UEFA Europa Conference League (dagli spareggi)[37][38]
- Supercoppa UEFA[39]
- UEFA Women's Champions League (dalla fase a eliminazione diretta)[40]

CONMEBOL
- Coppa Libertadores[41]
- Coppa Sudamericana[41]
- Recopa Sudamericana[42]
- Coppa Libertadores femenina (solo finale)

AFC
- AFC Champions League (fase a eliminazione diretta)
- Coppa dell'AFC (solo finale)

CAF
- CAF Champions League
- Supercoppa CAF[43]
- Coppa della Confederazione CAF (dalla fase a eliminazione diretta)
- CAF Women's Champions League (dalla fase a eliminazione diretta)

CONCACAF
- CONCACAF Champions League

#### Competizioni internazionali
- FIFA Club World Cup

### Competizioni per squadre nazionali

#### Continentali
- Coppa d'Asia[44]
- Coppa delle Nazioni Africane
- Copa América
- CONCACAF Gold Cup (dal 2021)
- Campionato europeo di calcio (incluse le qualificazioni)
- Campionato europeo di calcio Under-21 (dalla fase ad eliminazione diretta)[45]
- Campionato europeo femminile di calcio
- UEFA Nations League

#### Internazionali
- FIFA World Cup
- FIFA Women's World Cup
- Campionato mondiale di calcio Under-20
- Campionato mondiale di calcio Under-17
- Calcio ai Giochi olimpici
- Coppa dei Campioni CONMEBOL-UEFA